# Deni Hočko
Deni Hočko, né le 22 avril 1994, est  un footballeur international monténégrin jouant au poste de milieu de terrain.

## Biographie

### Carrière en club

#### Au Monténégro
Natif de Cetinje, Hočko est un produit du centre de formation du FK Lovćen Cetinje. Il fait ses débuts en équipe première lors de la saison 2011-2012.
En 2013, il est transféré au FK Budućnost Podgorica, ou il joue à 117 reprises durant quatre saisons. Il y remporte le titre de champion du Monténégro en 2017.

#### Futebol Clube Famalicão
Lors de l'été 2017, Deni Hočko est transféré en deuxième division portugaise, au Futebol Clube Famalicão. Sa première saison au club se termine par une 14, puis sa deuxième saison par une deuxième place du classement général, derrière le FC Paços de Ferreira. Cette deuxième place permet au club d'accéder à la LIGA NOS.

#### Royal Excel Mouscron
Le 28 juin 2019, Deni Hočko rejoint le Royal Excel Mouscron, club belge de Jupiler Pro League. Il y signe un contrat de trois saisons. Il y rejoint son coéquipier en équipe nationale, Marko Bakić.

### Carrière en équipe nationale
Avec les espoirs, il joue de nombreux matchs rentrant dans le cadre des éliminatoires de l'Euro espoirs 2017.
Deni Hočko porte pour la première fois le maillot du Monténégro à l'occasion d'une rencontre amicale face à la Bosnie-Herzégovine, le 28 mai 2018. Il rentre en jeu à la 86e minute, en remplacement de Luka Mirković (en).

## Palmarès
- Champion du Monténégro en 2017 avec le Budućnost Podgorica